# Skistar
Skistar (alternativ stavning SkiStar) är ett svenskt börsnoterat aktiebolag som äger och driver skidanläggningar i Sälen, Åre, Vemdalen och Hammarbytoppen i Sverige, Hemsedal och Trysil i Norge. En del i företagets vision är att vara den ledande operatören av europeiska alpindestinationer. Skistar driver en egen butikskedja på destinationerna, och företagets verksamhet är indelad i fyra affärs- eller produktområden; destinationernas lift- och pist- eller ledsystem, utlärning och guidning, uthyrning och sportbutik samt logiförmedling. Flera av destinationerna driver även sommaraktiviteter, som downhillcykling och lifttransport för vandring.

## Historik
Företaget bildades år 1975 när bröderna Mats och Erik Paulsson (som också startat byggbolaget Peab) köpte skidanläggningen i Lindvallen, då under namnet Sälenstjärnan AB. 1978 kommersialiserades företaget, och 1994 noteras bolaget på Stockholmsbörsens O-lista. Då var aktiekursen, justerat för genomförda aktiesplitar, 9 SEK. 1997 förvärvades Tandådalen och Hundfjället vilket skapade Sveriges största gemensamma skidanläggning under namnet Sälen.
1999 köpte bolaget skidområdena i Åre och Vemdalen, och året efter förvärvades Hemsedal Skisenter i Norge. Till följd av dessa förvärv bytte företaget namn till Skistar (AB), då namnet i själva verket köptes från Klasse Möllberg som innan var titeln på en slalomtävling han grundade 1978. 2005 förvärvades Norges största skidanläggning Trysil. 2017–2019 byggdes den privatägda Sälen Trysil Airport där Skistar är en stor delägare.
I december 2011 inledde Skistar ett årslångt driftavtal med anläggningarna i Andermatt/Sedrun i Schweiz, för att hjälpa till med utveckling och kringaktiviteter i dessa. På grund av denna destinations upprustningsbehov förvärvades den inte, som egentligen var planen. Trots Skistars beslut om att enbart fokusera på utveckling av de destinationer som redan ingick i koncernen övervägdes i december 2015 ett erbjudande om majoritetsägande i skidanläggningen i österrikiska St. Johann in Tirol som sedan köptes i april 2016. Skistar sålde anläggningen i maj 2021.

## Destinationer och anläggningar
| Destination                                               | Antal liftar | Antal pister | Längd på pisterna | Land    |
| Sälen (Lindvallen/Högfjället och Tandådalen/Hundfjället)  | 87           | 102          | 87 km             | Sverige |
| Åre (inklusive Duved)                                     | 42           | 89           | 101 km            | Sverige |
| Vemdalen (Vemdalsskalet, Björnrike och Klövsjö/Storhogna) | 35           | 58           | 51 km             | Sverige |
| Hemsedal                                                  | 20           | 50           | 46 km             | Norge   |
| Trysil (Trysilfjellet)                                    | 31           | 68           | 76 km             | Norge   |
| Hammarbytoppen                                            | 2            | 5            | 2 km              | Sverige |

## Bilder, SkiStars anläggningar

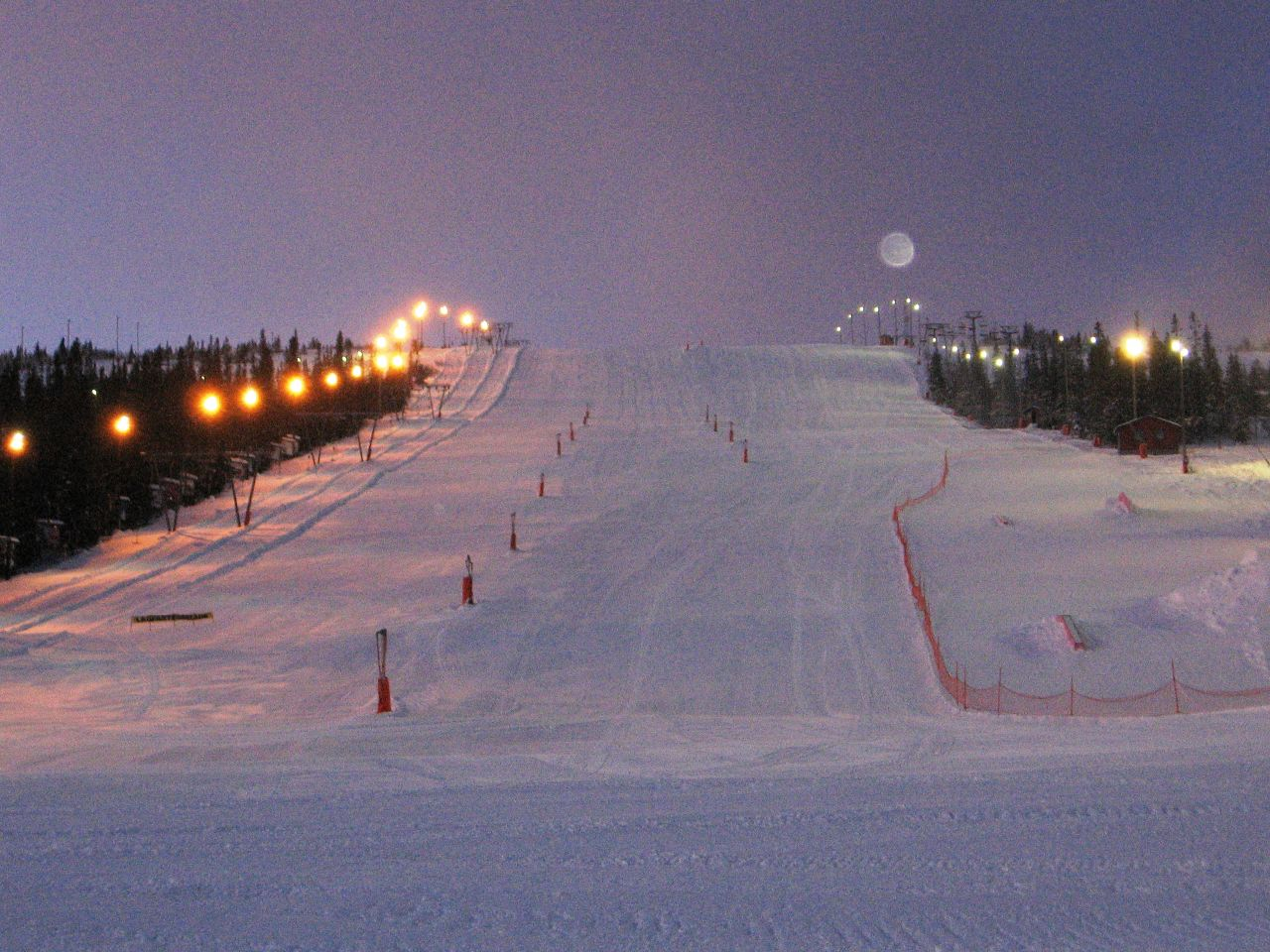
Lindvallen (Sälen) blev företagets första anläggning 1975, då ideellt.
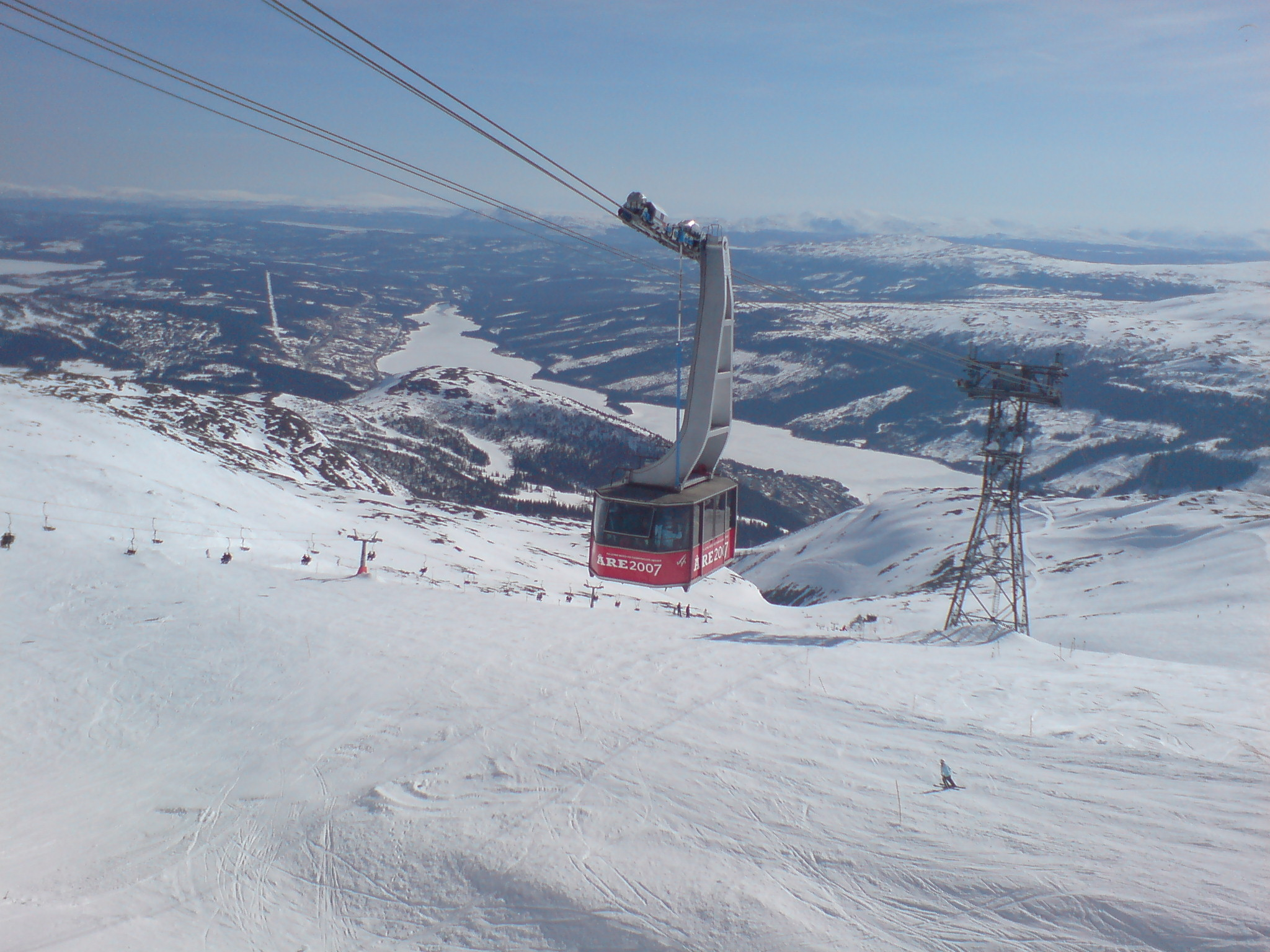
Åre är Sveriges äldsta vintersportort, och har sedan 1970-talet marknadsförts som Nordens största matchning till anläggningar i Alperna.
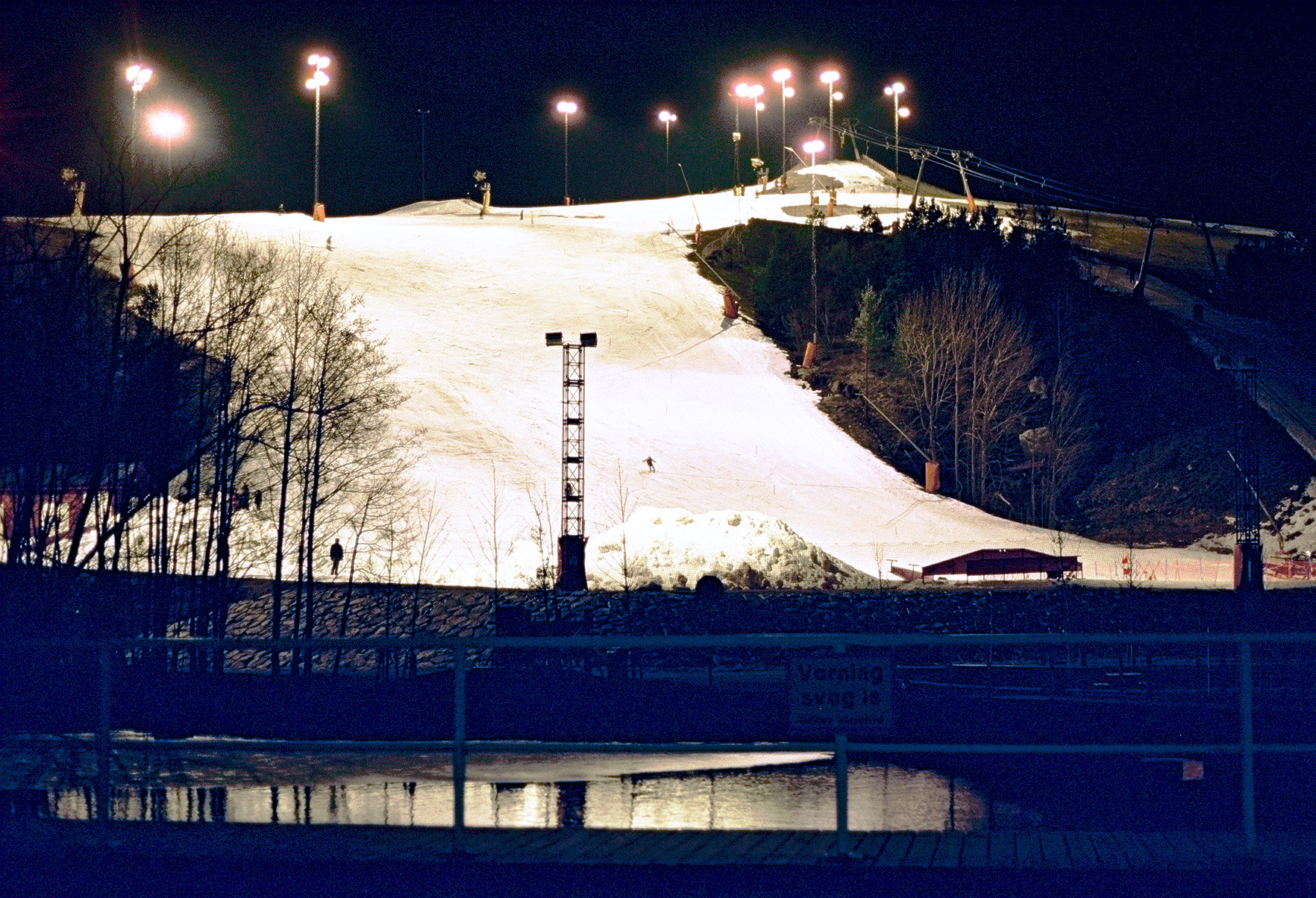
Hammarbytoppen är en konstgjord bergskulle som påbörjades 1983, och dess skidanläggning öppnade 1990.
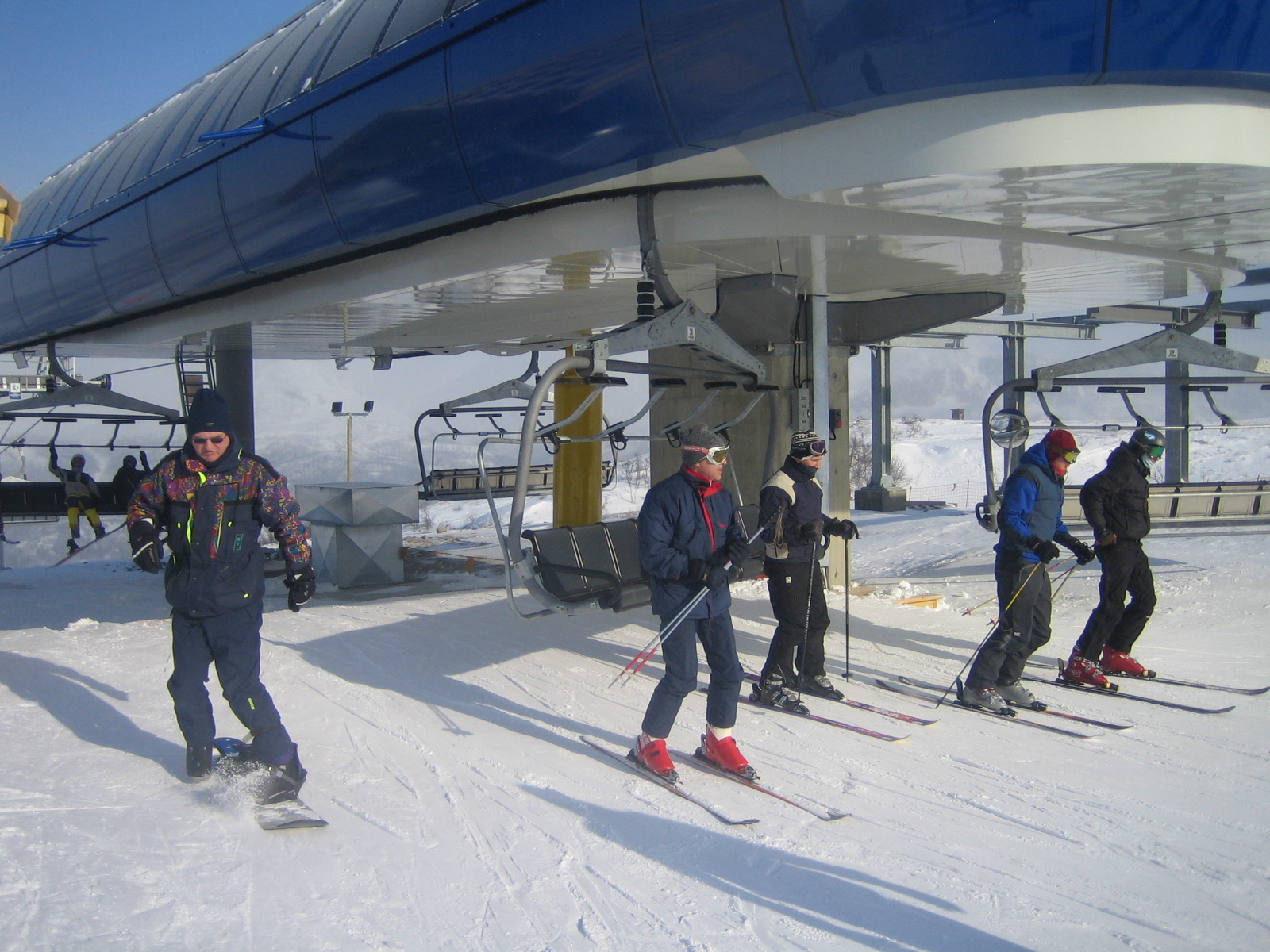
Hemsedal skisenter blev företagets första norska destination 2001. (8-stolsliften Hollvin Express i bild.)

## Företagsledning

### Verkställande direktörer
- Thorvald Sverdrup, till 2002
- Mats Årjes, 2002–2019
- Anders Örnulf, tillförordnad 2019
- Stefan Sjöstrand, 2020–

## Sponsorskap
Skistar är sedan 2004 sponsor till det svenska alpina landslaget, ett samarbete som syftar på att parterna gemensamt ska verka för ett ökat folkintresse för alpin skidsport via exempelvis synlighet i TV (såsom SVT:s Vinterstudion) vid större evenemang.
Sedan 2010 är företaget även titelsponsor till tennisturneringen Swedish Open i Båstad, som ingår i 250 Series på ATP-touren.

## MySkistar/Skistar Game
Den 1 december 2011 lanserades konceptet MySkistar, en tjänst som hade tagits fram av Skistar och Ninetech. Det är en mobilapp som kopplats till varje skipass (liftkort) och frivilligt registreras av åkaren, som i sin tur kan utmana både sig själv och resten med poäng – såsom av antal åkta fallhöjdsmeter (registreras i liftkortläsarna där liftens officiella fallhöjd är angiven), samling av olika pins, eller exempelvis följa åkstatistik, få träningstips alternativt annan information. Tjänsten växte hastigt till Sveriges största skidåkarcommunity, som i början av 2015 hade över 300 000 registrerade användare och sommaren 2016 passerade medlemsantalet 500 000. Tjänsten används även under sommarsäsong, där downhillcykling bedrivs.
Sedan sommaren 2023 heter tjänsten Skistar Game; samma funktionlitet som utgjorde MySkistar finns fortfarande kvar, men Skistar Game har utökats med fler funktioner såsom QR-kodsskanning.